# Марков (Орловская область)
Ма́рков — упразднённый посёлок, существовавший на территории Дмитровского района Орловской области до 1976 года. Входил в состав Долбёнкинского сельсовета.

## География
Располагался в 17 км к юго-востоку от Дмитровска между двух логов, выходящих к Верхнему долбенкинскому пруду, напротив плотины. Ближайшие, ныне существующие населённые пункты — посёлки Артель-Труд и Речица.

## Этимология
Посёлок располагался на северо-восточной окраине урочища Марков Лес, от которого и получил название.

## История
В 1926 году упоминается как лесоразработка Марково, состоящая из 1 хозяйства, в котором проживал 1 мужчина. В то время лесоразработка входила в состав Долбенкинского сельсовета Долбенкинской волости Дмитровского уезда. С 1928 года в составе Дмитровского района. В 1937 году в посёлке было 6 дворов. 
Во время Великой Отечественной войны, с октября 1941 года по август 1943 года, находился в зоне немецко-фашистской оккупации. За помощь местных жителей партизанам в 1942 году фашисты сожгли посёлок дотла. После этого за посёлком закрепилось второе название — «Терпигоре». Останки солдат, погибших в боях за освобождение посёлка, после войны были перезахоронены в братской могиле села Долбёнкино. Упразднён 7 июля 1976 года.

### Современное состояние
В 2017 году на территории бывшего посёлка, на берегу Верхнего долбенкинского пруда, началось строительство частных жилых домов.

## Население
| Годы      | 1926 |
| --------- | ---- |
| Население | 1    |